# Lordelo (Vila Real)
Lordelo es una freguesia portuguesa del concelho de Vila Real, con 5,16 km² de superficie y 2.886 habitantes (2001). Su densidad de población es de 559,3 hab/km².

## Galería

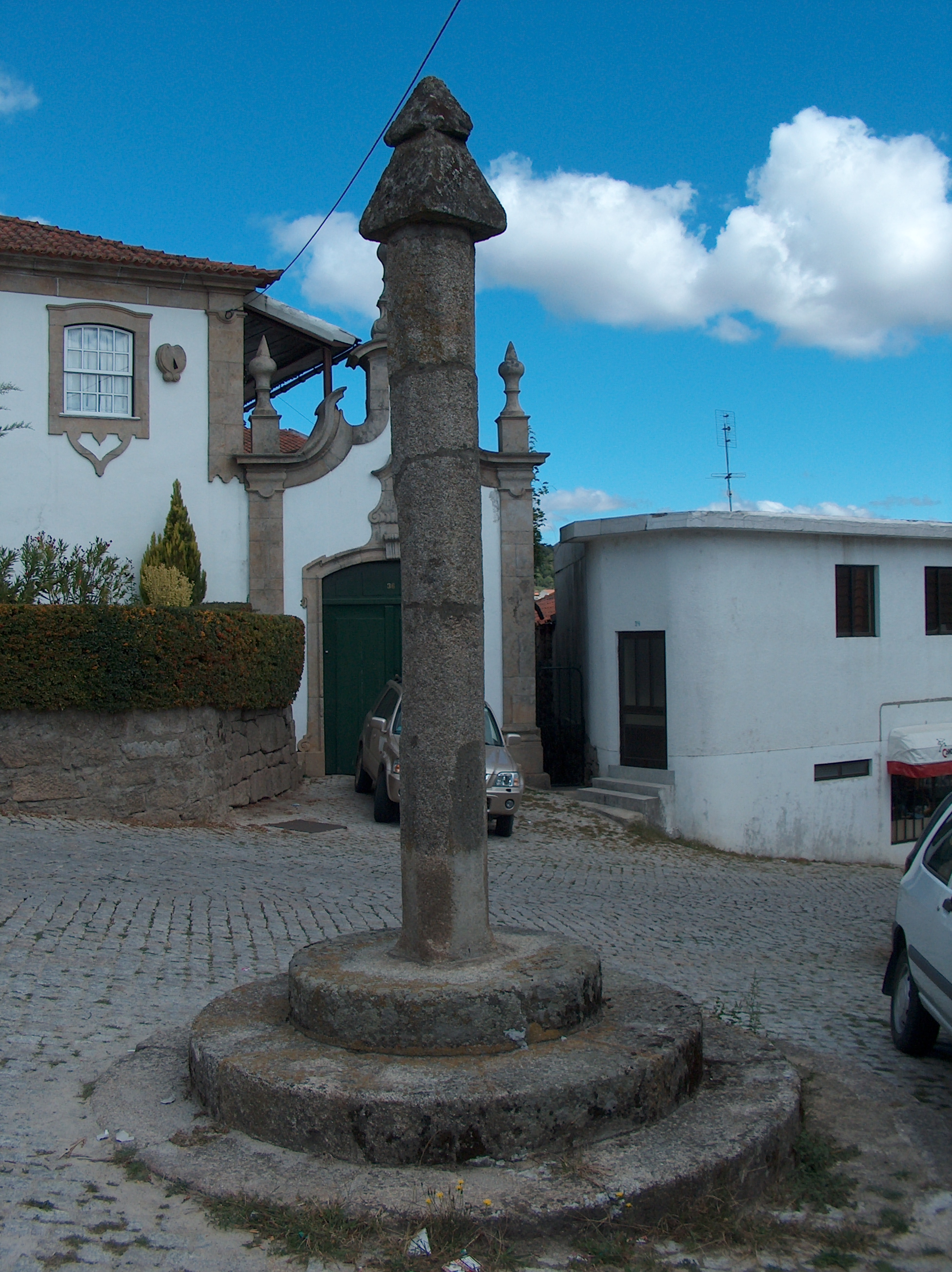
Pelorinho de Lordelo